# Magyar Szépirodalmi Szemle
A Magyar Szépirodalmi Szemle a Kisfaludy Társaság alig egy éven át megjelenő magyar nyelvű időszaki lapja volt a 19. században.
A lap  Pesten 1847. január 3-tól december 28-ig jelent meg, hetente egyszer. Két félév során 26-26 szám jelent meg. 8-r. 420 és 416 old. Belmelnél, utóbb Landerer és Heckenastnál nyomtatták.
A Magyar Szépirodalmi Szemle megjelenését az tette szükségessé, hogy a magyar irodalom kritikai lap nélkül maradt az Athenaeum és a Figyelmező megszűnése után. A kritikák mellett elméleti cikkek és a külföld irodalmát szemléző cikkek is megjelentek a szemlében, ám sem a közönség, sem az írók nem voltak elég érettek a lapra és a kritikára: a fennmaradáshoz 400-500 előfizetőre lett volna szükség, ám még ennyi sem gyűlt össze, így a lap már az indulás évében megszűnt.
Szerkesztette Erdélyi János, a "szerkesztő bizottmány" tagjai Erdélyi János, Henszlmann Imre és Toldy Ferenc voltak. Kritikákat a szerkesztőbizottságon kívül Pulszky Ferenc, Szabó Károly, Ballagi Mór írt - jórészt névtelenül.

## Külső hivatkozások
- A magyar sajtó története 1705-1892